# 高槻市立第三中学校
高槻市立第三中学校（たかつきしりつ だいさんちゅうがっこう）は、大阪府高槻市芝生町二丁目にある公立中学校。略称は三中、第三中、高槻三中など。英語科、数学科で少人数授業を実施している。
旧三島郡三箇牧村の中学校として、学制改革と同時の1947年に創立された。

## 沿革
- 1947年4月1日 - 三島郡三箇牧村立中学校として創立。
- 1955年4月3日 - 三箇牧村が高槻市に編入したことに伴い、高槻市立第三中学校に改称。
- 1963年 - 校区変更。如是地区を高槻市立第一中学校校区から編入。
- 1976年4月1日 - 従来の校区の一部を、高槻市立川西中学校校区へ分離。
- 1980年4月1日 - 高槻市立如是中学校を分離。
- 2011年－第2校舎(2棟)耐震化工事着工。2012年春に完成。

## 通学区域
- 高槻市立芝生小学校の通学区域の大半。
- 高槻市立寿栄小学校の通学区域の大半。
- 高槻市立丸橋小学校の通学区域全域。

高槻市 芝生町1-4丁目、栄町1-4丁目、寿町1-3丁目。

## 著名な卒業生
- 喜多靖 - サッカー選手
- 二川孝広 - サッカー選手
- 児玉新 - サッカー選手

## 著名な教職員
- 奥本務 - 教諭

## 交通
- 高槻市営バス 芝生住宅行きで三中前バス停下車。
- 阪急京都線 富田駅 東へ約1.8km。
- 東海道本線（JR京都線） 摂津富田駅 南東へ約1.9km。